# Басок Борис Іванович
Бори́с Іва́нович Басо́к (нар. 12 травня 1956, с. Великі Кусківці Лановецького району Тернопільської області) — український вчений-фізик. Кандидат фізико-математичних наук (1984), доктор технічних наук (1998). Державна премія України в галузі науки і техніки (1997).

## Життєпис
Закінчив Київський університет (1978) та Міжнародний інститут менеджменту в Києві (1993).
Від 1994 — заступник директора Інституту технічної теплофізики НАНУ. Від 2006 року — член-кореспондент НАН України. Досліджує проблеми дискретно-імпульсної трансформації енергії в рідинних дисперсійних середовищах, розробляє енергоощадливі технології.